# St-Antoine (Bar-le-Duc)

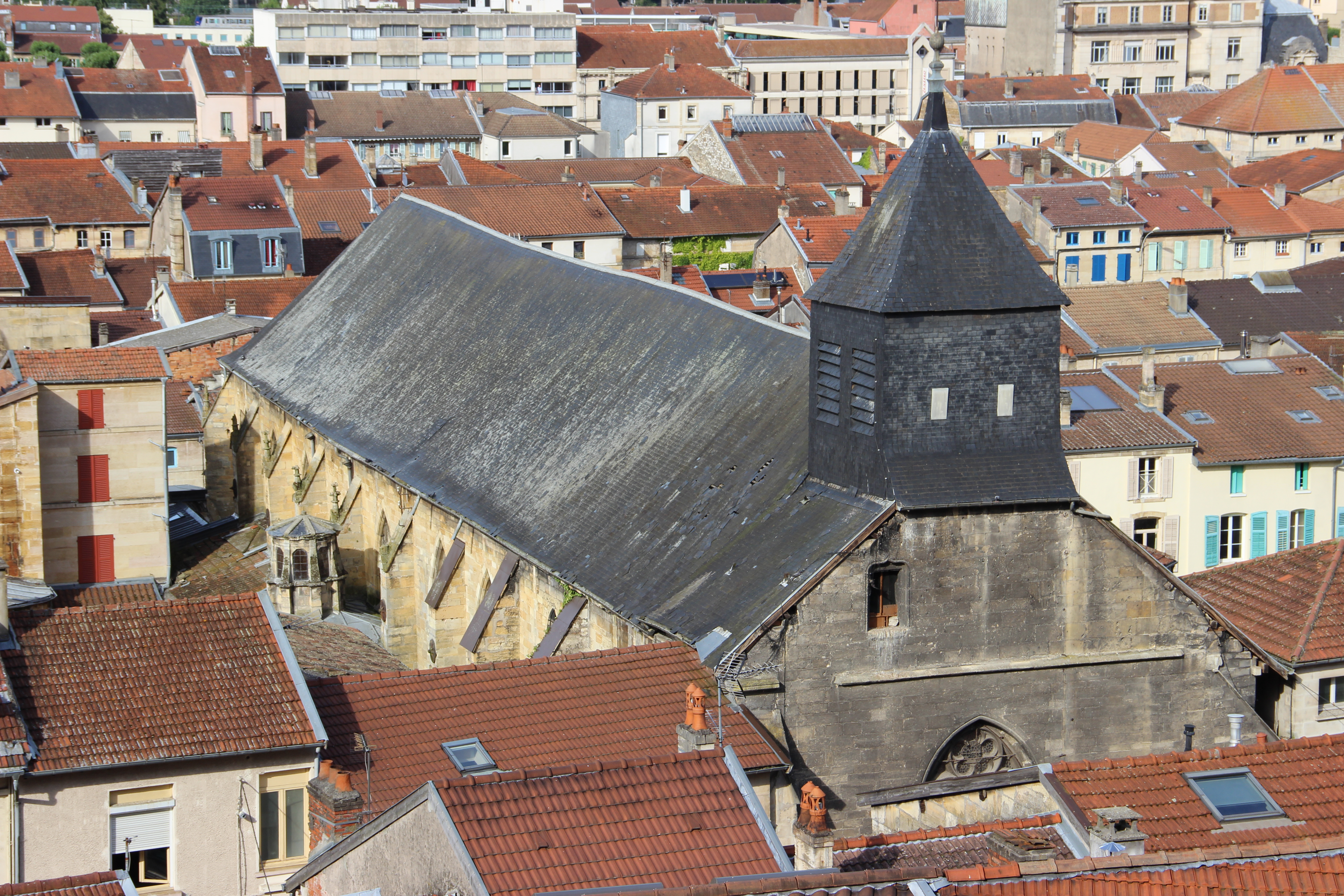
Pfarrkirche Saint-Antoine

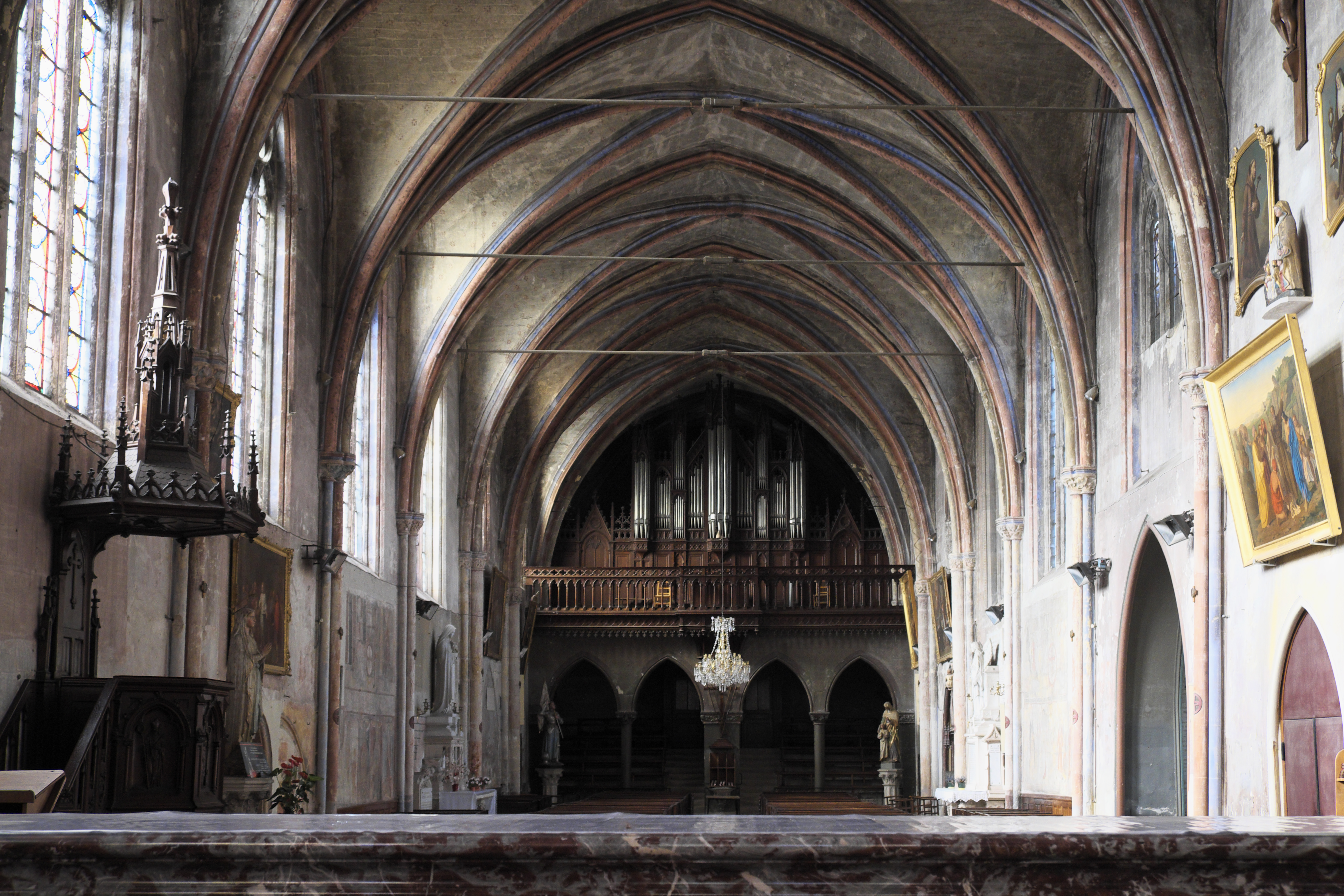
Innenraum

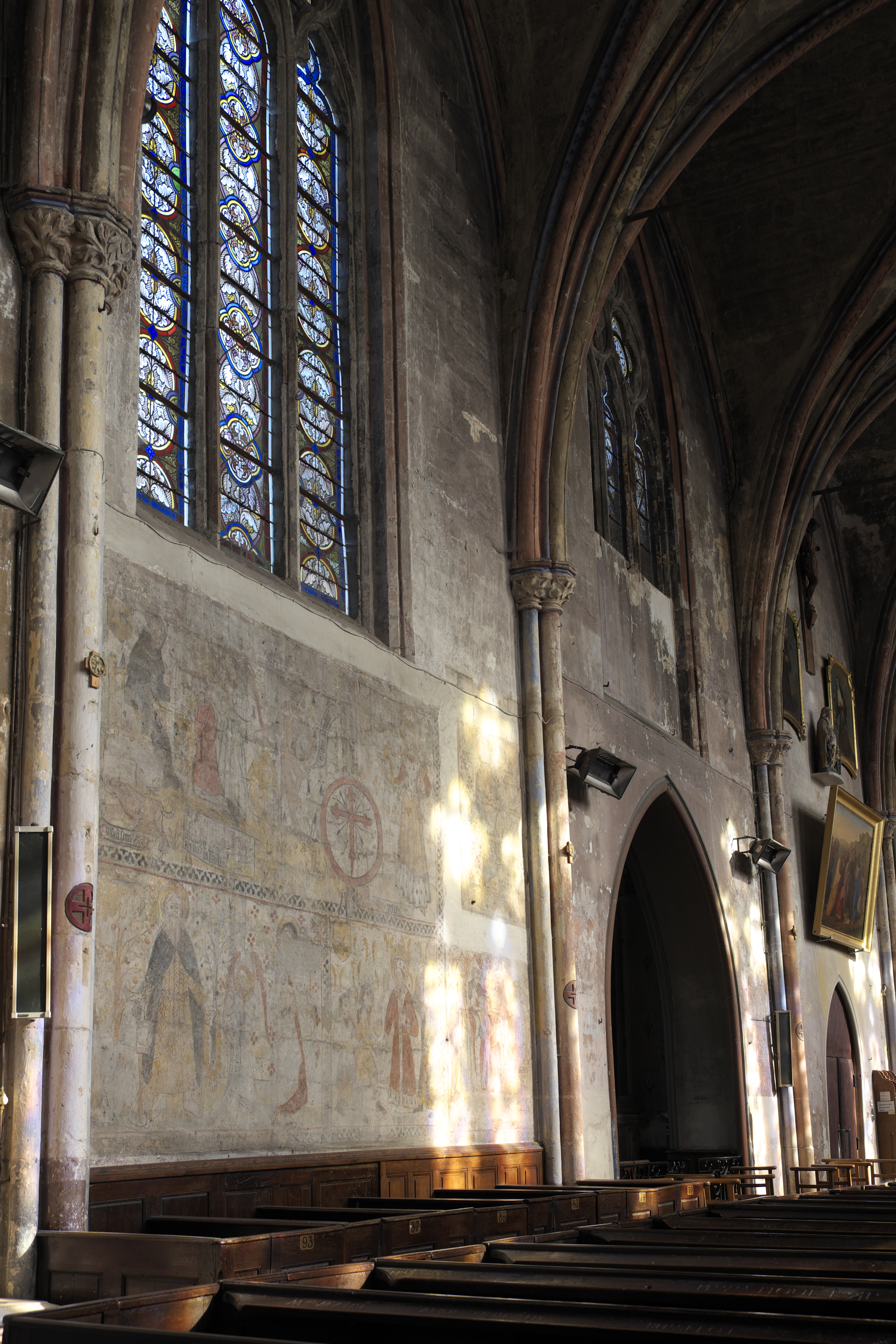
Langhaus mit Wandmalerei

Die katholische Pfarrkirche Saint-Antoine in Bar-le-Duc, einer Stadt im Département Meuse in Lothringen in der heutigen französischen Region Grand Est, wurde in der zweiten Hälfte des 14. Jahrhunderts als Kapelle der Augustiner-Eremiten errichtet. Die Kirche ist dem heiligen Antonius dem Großen geweiht. Im Jahr 1989 wurde die Kirche, in der 1912 Wandmalereien aus der Bauzeit entdeckt wurden, als Monument historique in die Liste der Baudenkmäler in Frankreich aufgenommen.

## Geschichte
Im Jahr 1372 gründete der Herzog von Bar, Robert I., in Bar-le-Duc ein Kloster, in dem er Augustiner-Eremiten ansiedelte. In den Jahren 1372 bis 1376 wurde die Kirche dem Bettelorden entsprechend in schlichten Formen errichtet. Im 15. Jahrhundert wurde das Schiff um drei Joche verlängert. Im 17. Jahrhundert fanden mehrere Umbauten statt und es wurden drei Kapellen (Chapelle du Saint-Sacrement, Chapelle Saint-Nicolas und Chapelle Notre-Dame-de-Lorette) angefügt. Nach der Schließung des Klosters in der Folge der Französischen Revolution erlitt die Kirche große Schäden und wurde als Versammlungsraum genutzt. Im Jahr 1795 wurde sie wieder für den Gottesdienst geweiht und dient seitdem als Pfarrkirche. Es erfolgten umfassende Renovierungsmaßnahmen, die sich über das gesamte 19. Jahrhundert erstreckten.

## Architektur
Das einschiffige Langhaus ist in neun Joche gegliedert. Es mündet ohne Querhaus in den Chor mit Fünfachtelschluss. Von den ursprünglich fünf Kapellen, die die Kirche im 15. Jahrhundert besaß, sind nur noch zwei erhalten: die Taufkapelle (Chapelle des fonts baptismaux) und die Kapelle des heiligen Josef (Chapelle Saint-Joseph). Sie besitzen einen rechteckigen Grundriss und werden von mächtigen Strebepfeilern begrenzt. Die Sankt-Nikolaus-Kapelle stammt wie die Sakramentskapelle (auch Antoniuskapelle genannt) aus dem frühen 17. Jahrhundert. Letztere besteht aus zwei Jochen und wird von einem kassettierten Tonnengewölbe, das auf einem Gesims aufliegt, gedeckt. Die Notre-Dame-de-Lorette-Kapelle wurde 1640 von dem Architekten Abraham Luguet aus Nancy errichtet. Die Kapelle hat einen quadratischen Grundriss und wird von einer durchbrochenen Laterne bekrönt.

## Wandmalereien
An den Wänden des Langhauses sind Wandmalereien aus dem 14. Jahrhundert erhalten. Auf ihnen ist ein Gläubiger zu sehen, der von einem Engel geführt wird. Die heilige Ursula ist mit ihrem Attribut, einem Pfeil, von dem sie durchbohrt wurde, dargestellt. Maria Magdalena ist an ihren Haaren zu erkennen, die ihren Körper einhüllen. Weitere Szenen stellen einen Einsiedler, einen Engel und eine Heilige mit Märtyrerpalme dar, die von einem Teufel gequält wird. Eine andere Szene zeigt einen Bischof, der zwei Heilige segnet, die das Martyrium erleiden.

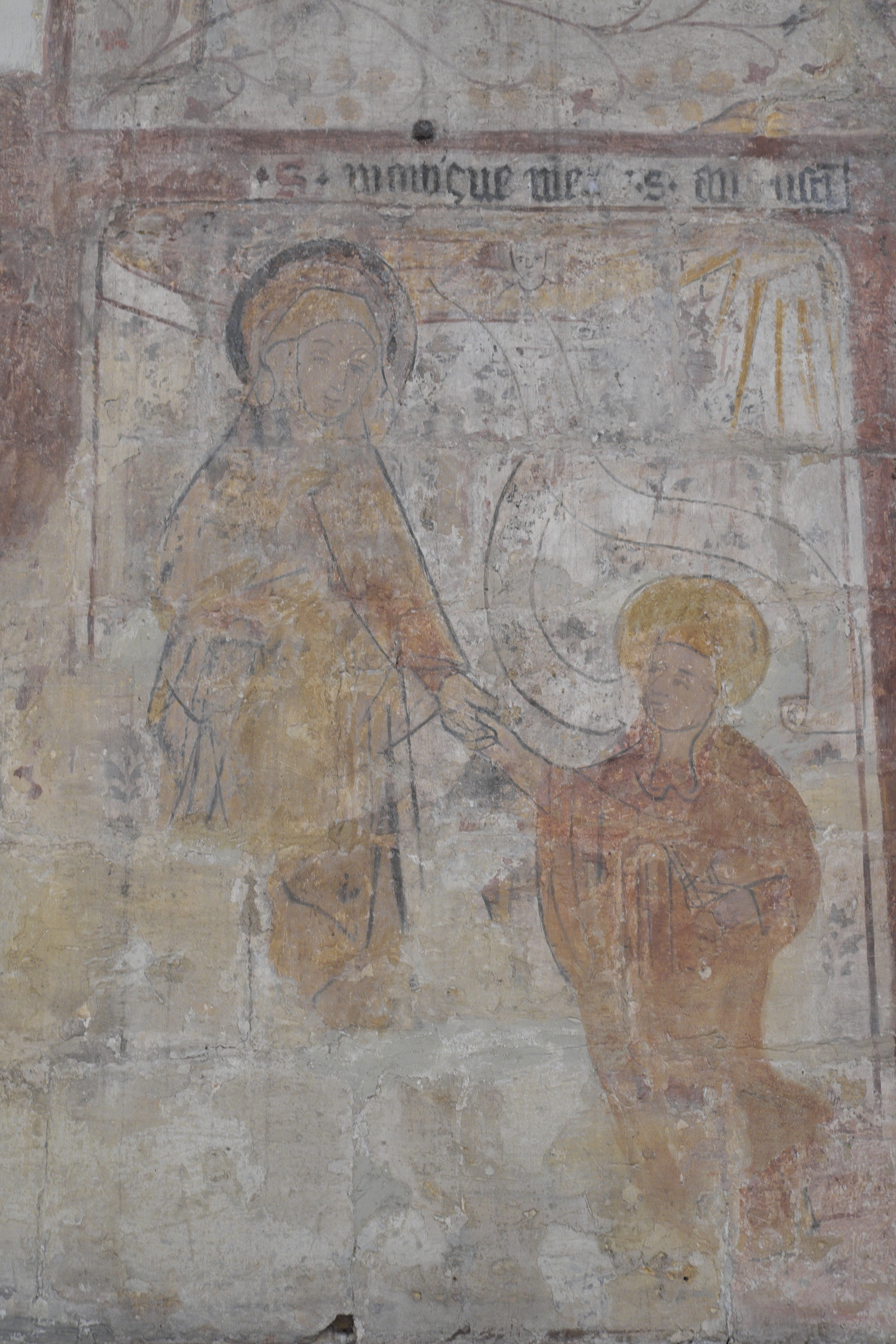
Wandmalerei
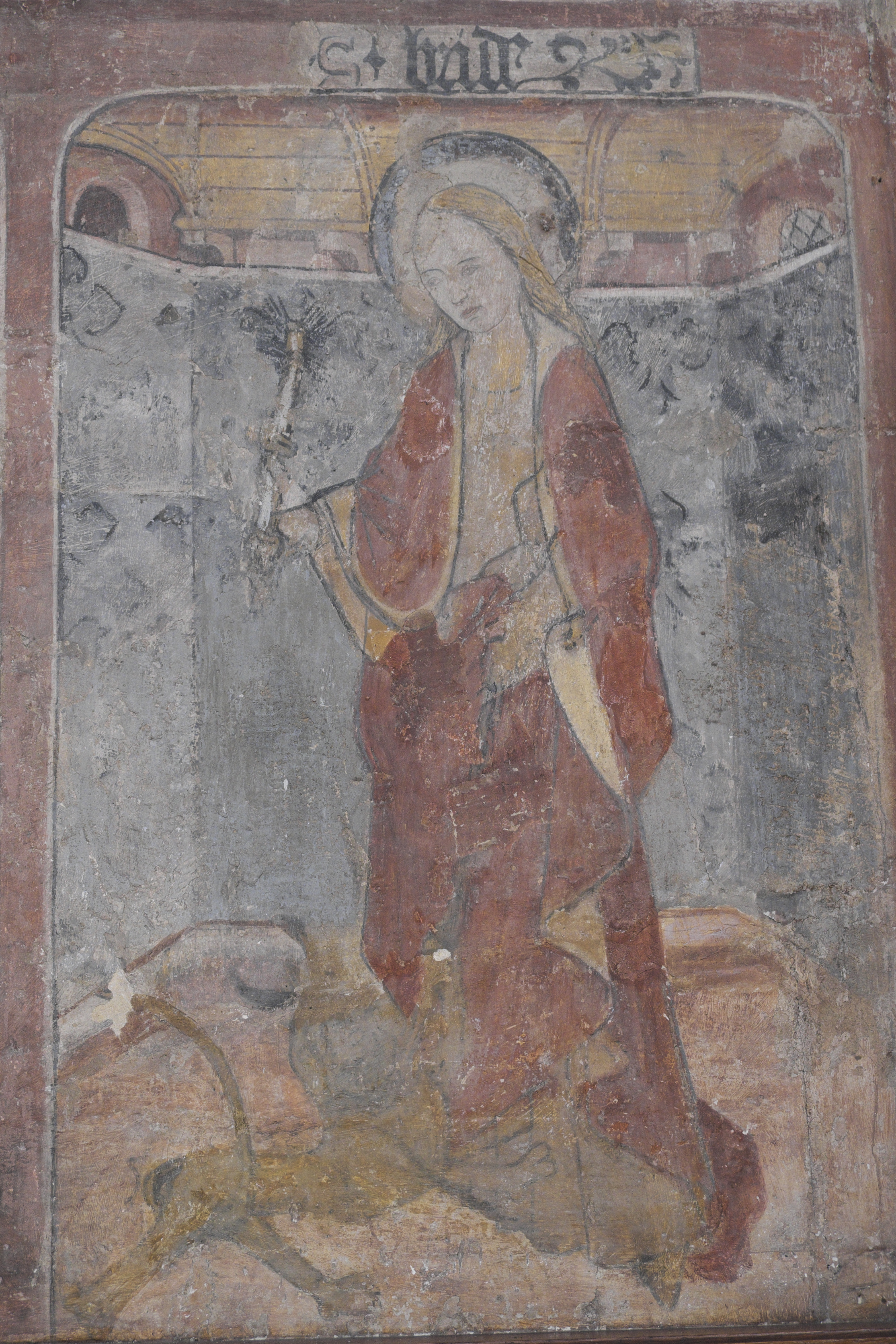
Wandmalerei
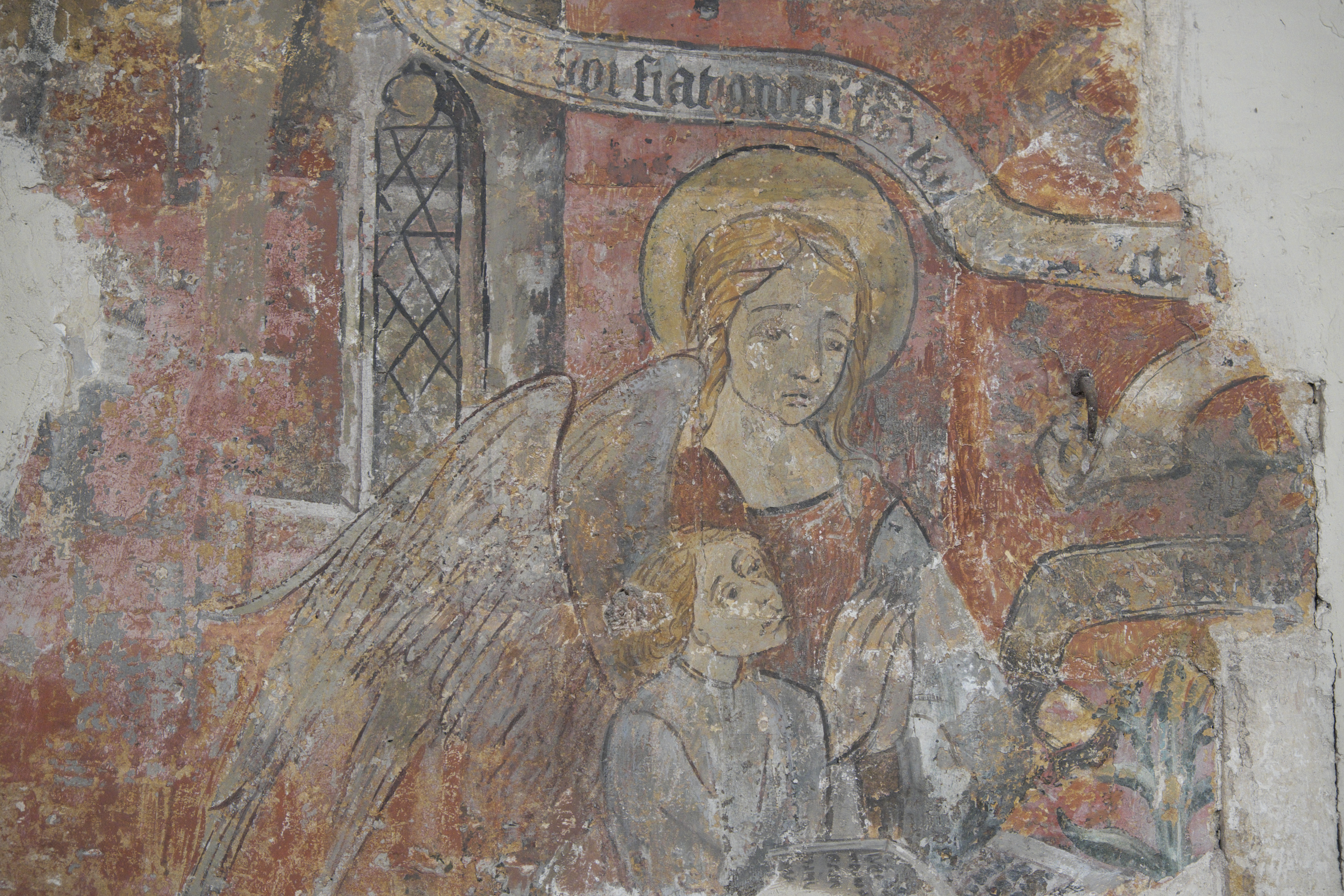
Wandmalerei
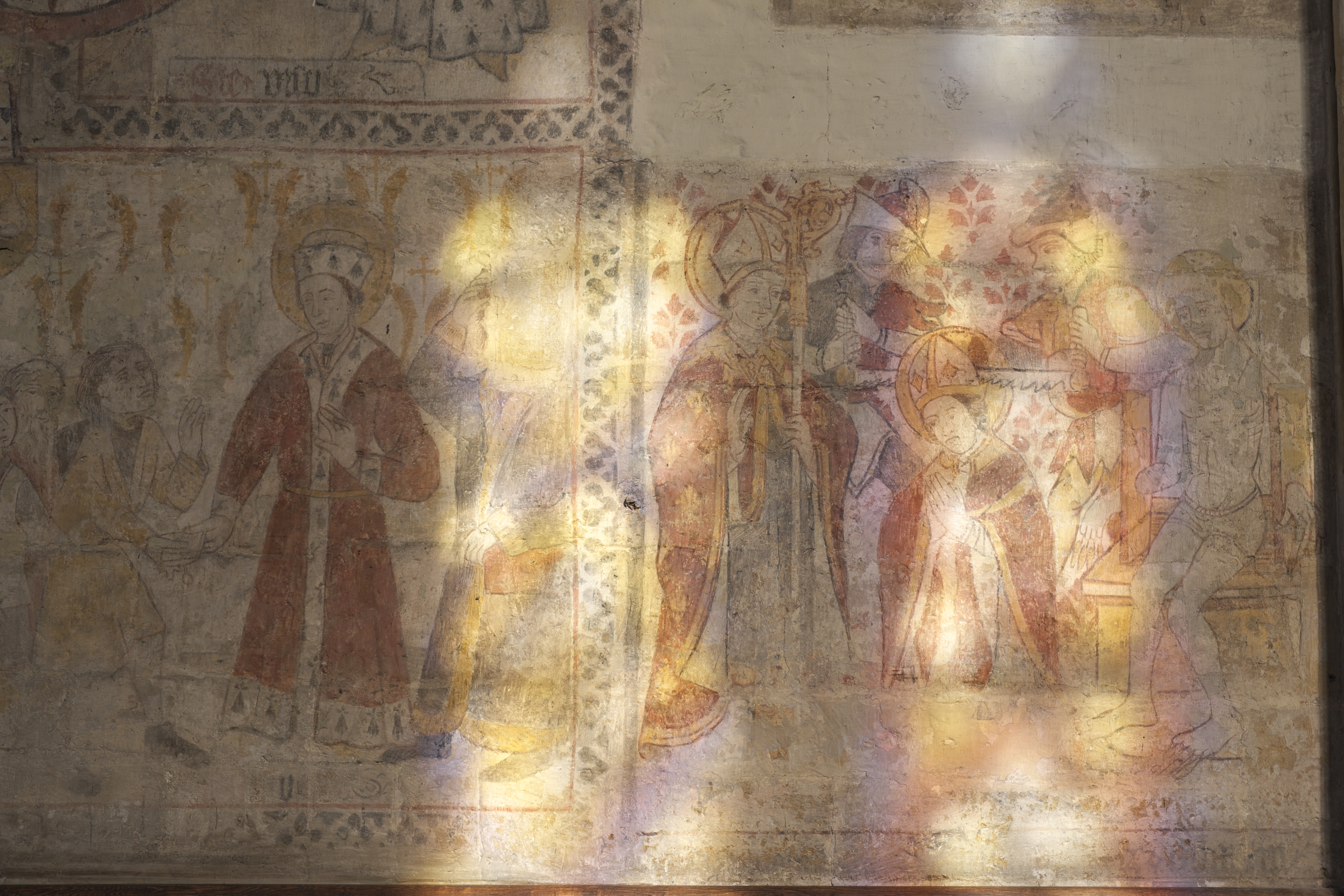
Wandmalerei

## Bleiglasfenster

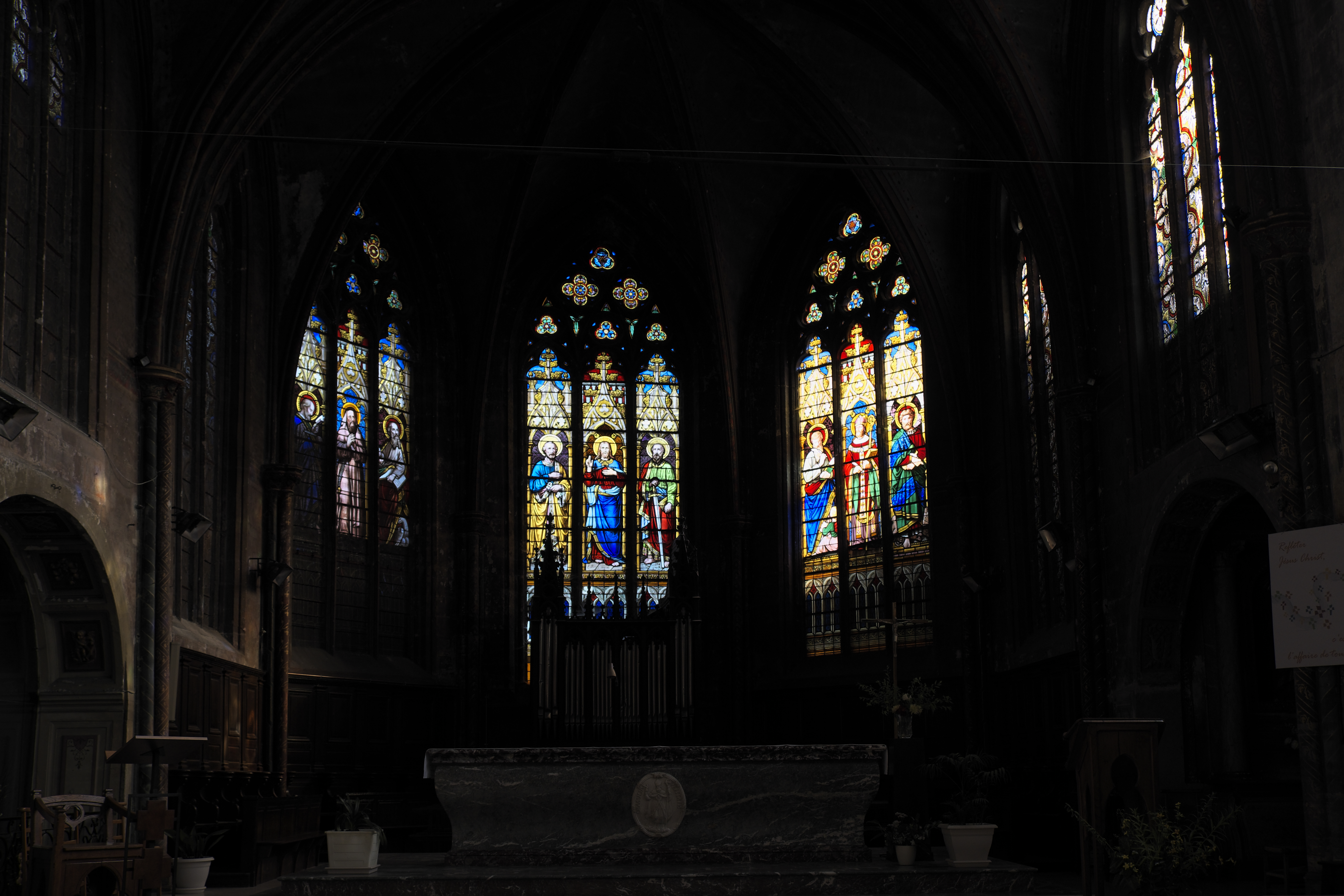
Chorfenster

Die Bleiglasfenster im Chor wurden 1853 von Émile Remy ausgeführt. Das zentrale Fenster mit der Darstellung der Apostel Petrus und Paulus und des segnenden Christus in der Mitte trägt seine Signatur. Auf dem linken Fenster sind die Evangelisten Lukas und Johannes und in der Mitte Antonius der Große als Mönch dargestellt. Auf dem rechten Fenster sieht man einen Bischof umgeben von den Evangelisten Matthäus und  Markus.

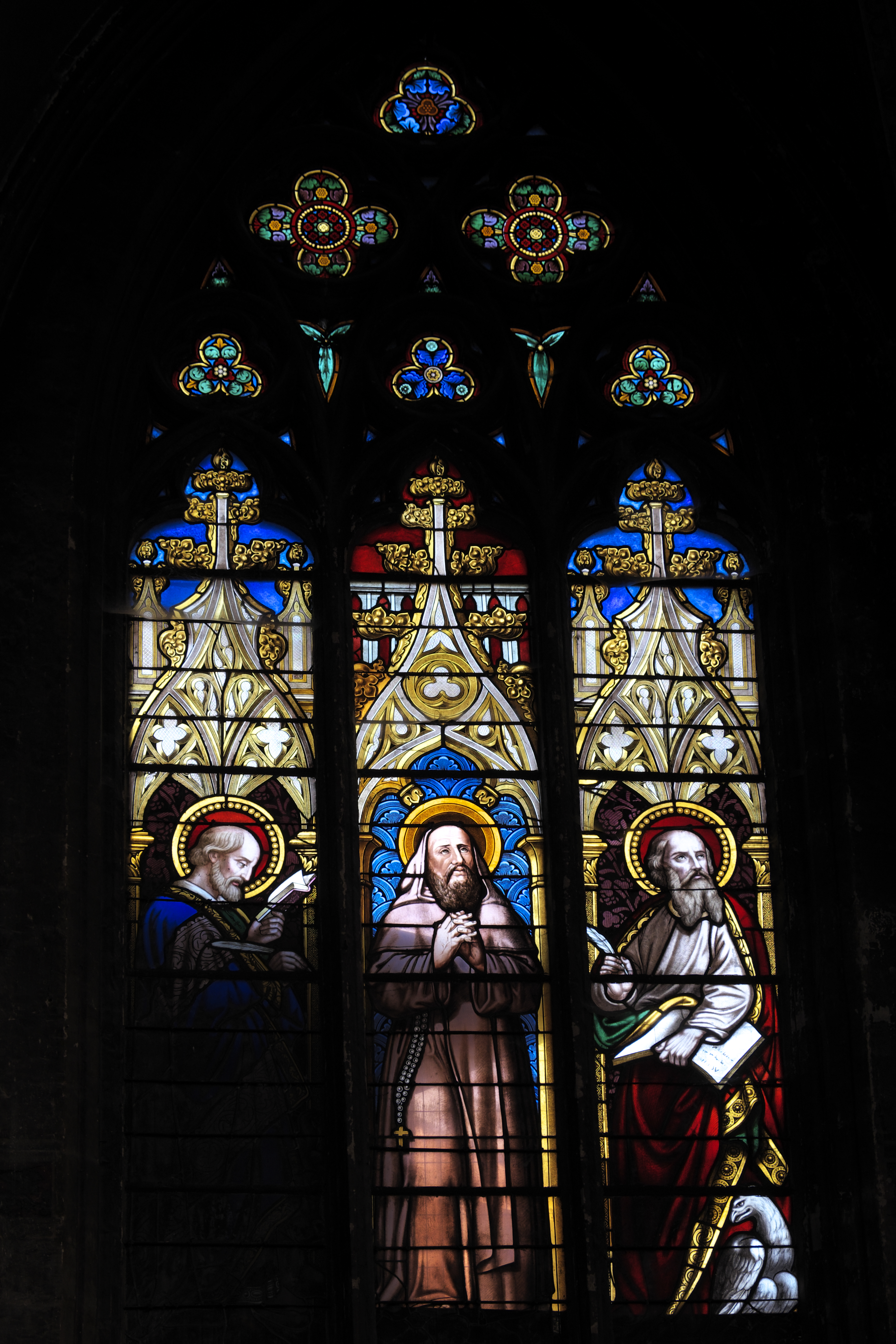
Lukas und Johannes, in der Mitte Antonius der Große
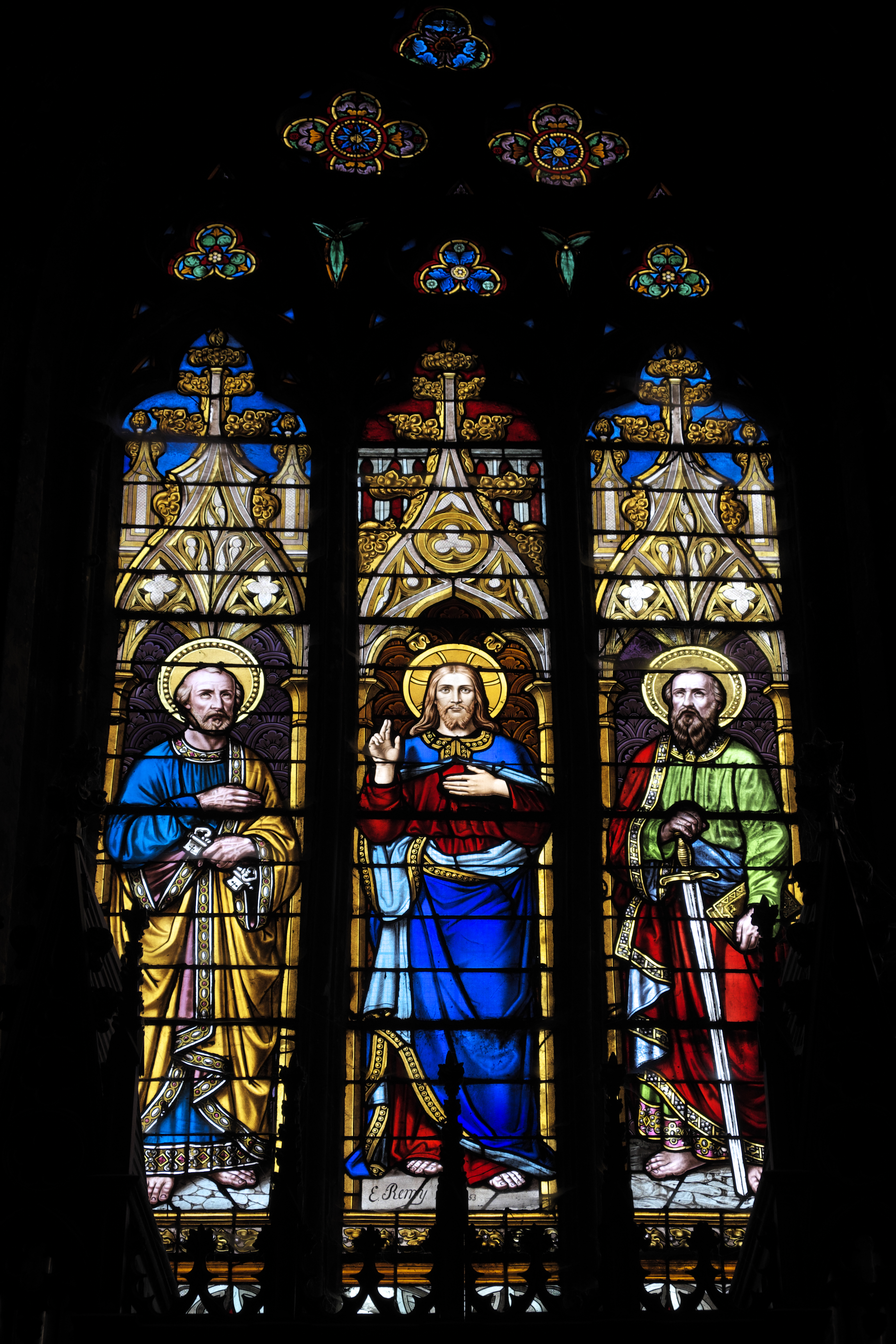
Petrus und Paulus, in der Mitte segnender Christus
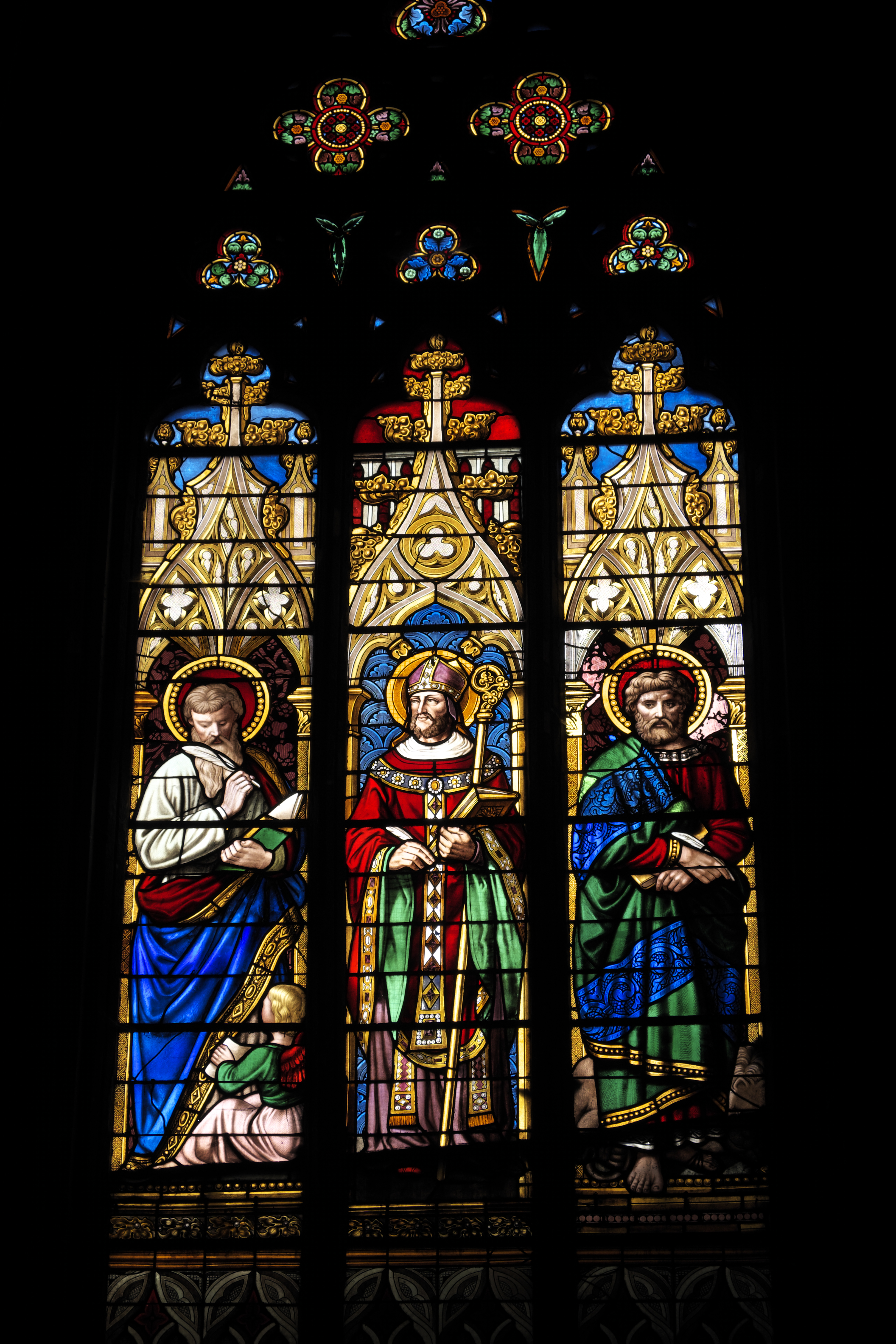
Matthäus und Markus, in der Mitte ein Bischof